# Liste der Monuments historiques in Monteux
Die Liste der Monuments historiques in Monteux führt die Monuments historiques in der französischen Gemeinde Monteux auf.

## Liste der Bauwerke
| Bezeichnung                              | Beschreibung | Standort                    | Kennzeichnung | Schutzstatus | Datum | Bild           |
| ---------------------------------------- | ------------ | --------------------------- | ------------- | ------------ | ----- | -------------- |
| Notre-Dame-de-Nazareth de Monteux        |              | 16 rue Gaston-Gonnet (Lage) | PA00082225    | Inscrit      | 1992  | weitere Bilder |
| Porte Neuve                              |              | Place de la Glacière (Lage) | PA00082083    | Classé       | 1875  | weitere Bilder |
| Stadtbefestigung Monteux Stadtmauer, Tor |              | Place Henri-Barbusse (Lage) | PA00082084    | Inscrit      | 1952  | weitere Bilder |
| Tour Clémentine Turm                     |              | Rue Claude-Chauvet (Lage)   | PA00082085    | Classé       | 1910  | weitere Bilder |